# HD DVD
A HD DVD (High Density Digital Versatile Disc vagy régebben High Definition Digital Video Disc) egy digitális optikai formátum, ami a régebbi DVD szabványt volt hivatott felváltani. Fejlesztője a Toshiba. Fő riválisa volt a Blu-ray optikai eljárás, melyet a Sony fejlesztett. Lemezeinek mérete egy szabványos CD lemezével egyezik meg. Az eljárás során nem a megszokott 650 nanométeres hullámhosszú vörös lézert használták, hanem 405 nanométeres ibolyakéket, így jóval több adatot lehetett felírni vele egy lemezre. A technológia fejlesztését és gyártását 2008. március végén (a blu-ray technológia megjelenése miatt) abbahagyták.

## Története

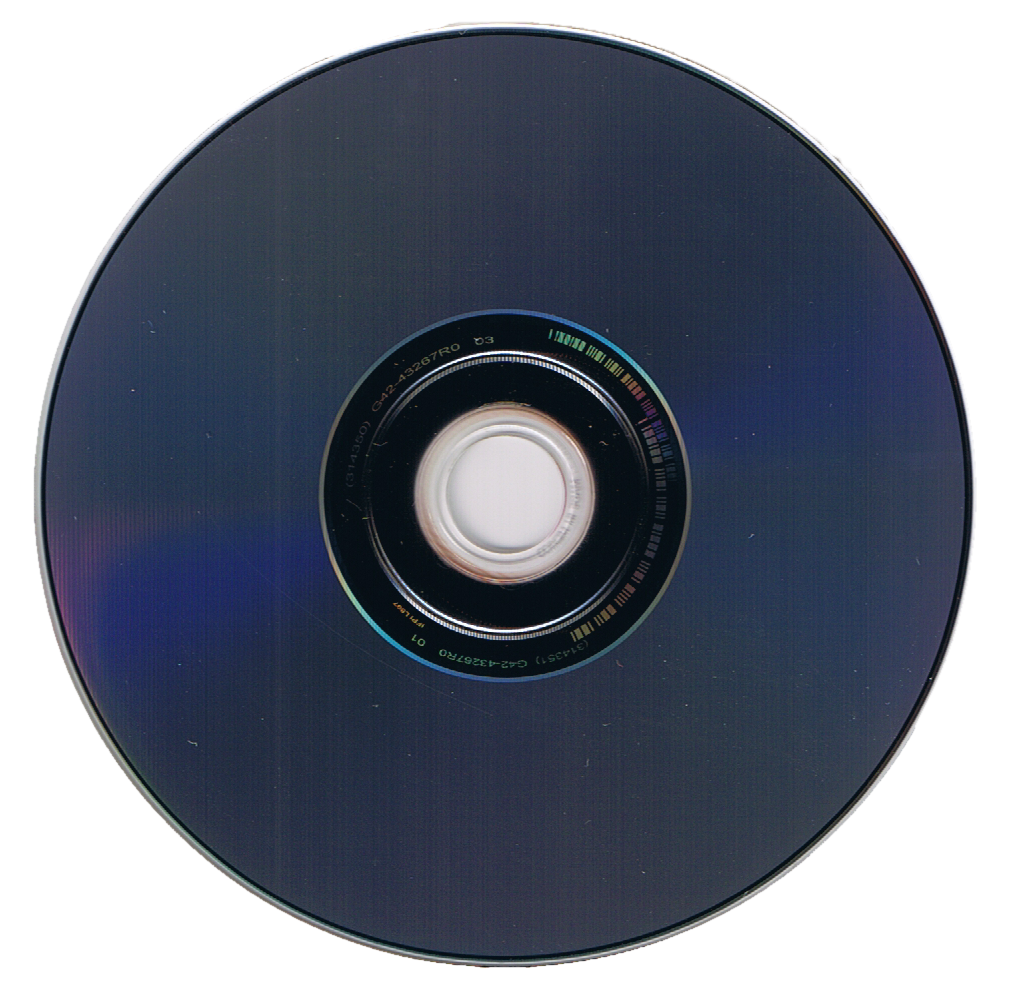
Egy HD DVD

A HD DVD szabvány a Toshiba vezetésével több elektronikai cég által alkotott csoport fejlesztő tevékenységének az eredménye. A szabvány legnagyobb és máig egyetlen konkurense volt a Sony által fejlesztett Blu-ray lemez, mely szintén a kék lézer technológián alapul. A HD DVD és a Blu-ray között folyó csata a jelenlegi DVD-k leváltásáért és a következő generációs optikai adathordozó címért folyt, mint egykor a VHS és a Betamax között a filmszalagok piacán.
Nagy lökést jelentett a HD DVD-nek, hogy 2006-ban a Microsoft bejelentette, következő generációs konzolja, az Xbox 360 is támogatni fogja ezt a DVD szabványt. Ezt a bejelentést követően az év végéig a különböző vállalatok közel kétszáz megjelenést jelentettek be az új média-formátumon.
2006. március 31-én a Toshiba bemutatta első asztali HD DVD lejátszóját Japánban, akkori áron 110 000 yen-ért (934 dollár). Április 18-án a lejátszó forgalmazását az Egyesült Államokban is megkezdték, immáron 499 és 799 dollár közötti árakon.
2007. augusztus végén a HD DVD szabványt gondozó DVD Forum jóváhagyta a háromrétegű 51 GB kapacitású lemezeket és bemutatták a DVD és HD DVD réteget is tartalmazó twin lemezt.
2008. január elején a Warner, Inc., amely korábban a HD-DVD és a Blu-Ray formátumot is támogatta, bejelentette, hogy a továbbiakban csak az utóbbi típusú adathordozón jelenteti meg filmjeit. Ezzel a HD-DVD sikerének kilátásai jelentősen romlottak.
2008. február 19-én a Toshiba, a HD DVD szabvány fő támogatója hivatalosan is bejelentette, hogy befejezi a HD DVD népszerűsítését, valamint megkezdi a HD DVD meghajtók, lejátszók és felvevők gyártásának és szállításainak csökkentését, és március végével teljesen le is állítja az értékesítést. Ezzel a formátumháború a végéhez ért.
HD DVD-ROM Triple layer 51GB
Ezek a lemezek háromrétegűek és mindegyik réteg kapacitása 17 GB, így adódik az összesen 51 GB kapacitás.
DVD/HD DVD-ROM Triple layer Twin format
A HD DVD formátum második kiterjesztése amit bemutattak a DVD Forum konferenciáján. Ez egy oldalas lemez, egy DVD és két HD DVD adathordozó réteggel. A DVD réteg kapacitása 4.7 GB a két HD DVD rétegé pedig összesen 30 GB.
A hagyományos DVD réteg lejátszható a jelenleg kapható asztali DVD lejátszókkal, míg a HD DVD réteg értelemszerűen a formátumot támogató lejátszókkal olvasható, így könnyítve meg a váltást a HD DVD formátumra.
A Toshiba 2008. február 19-én bejelentette, hogy nem támogatja tovább ezt a szabványt és a szabványhoz tartozó eszközök gyártását.

## Kapacitások
| fizikai lemezméret | egyrétegű kapacitás | kétrétegű kapacitás | háromrétegű kapacitás | Triple layer Twin format |
| ------------------ | ------------------- | ------------------- | --------------------- | ------------------------ |
| 12 cm, egyoldalú   | 15 GB               | 30 GB               | 51 GB                 | 4,7 + 30 GB              |
| 12 cm, kétoldalú   | 30 GB               | 60 GB               |                       |                          |
| 8 cm, egyoldalú    | 4,7 GB              | 9,4 GB              |                       |                          |
| 8 cm, kétoldalú    | 9,4 GB              | 18,8 GB             |                       |                          |

## Első lejátszók
2006. április 18-án megjelent asztali modellek az Egyesült Államokban:
- Toshiba HD-A1
- Toshiba HD-XA1

## Támogatók
- Toshiba
- NEC
- Sanyo
- Microsoft
- HP
- Intel
- Paramount Pictures
- Universal Studios
- Warner Bros. Pictures (A Warner Bros. 2008 második felére teljesen ki fogja magát vonni a HD DVD-k forgalmazásából, ellenben leányvállalatai (például a New Line Cinema) továbbra is támogatják ezt a formátumot.)